# Brooks (krater)
För andra betydelser, se Brooks.
Brooks är en nedslagskrater på planeten Merkurius, med en diameter på ungefär 34 kilometer.
2015 uppkallades kratern efter den amerikanska författaren Gwendolyn Brooks.